# Mańkowicze (obwód witebski)

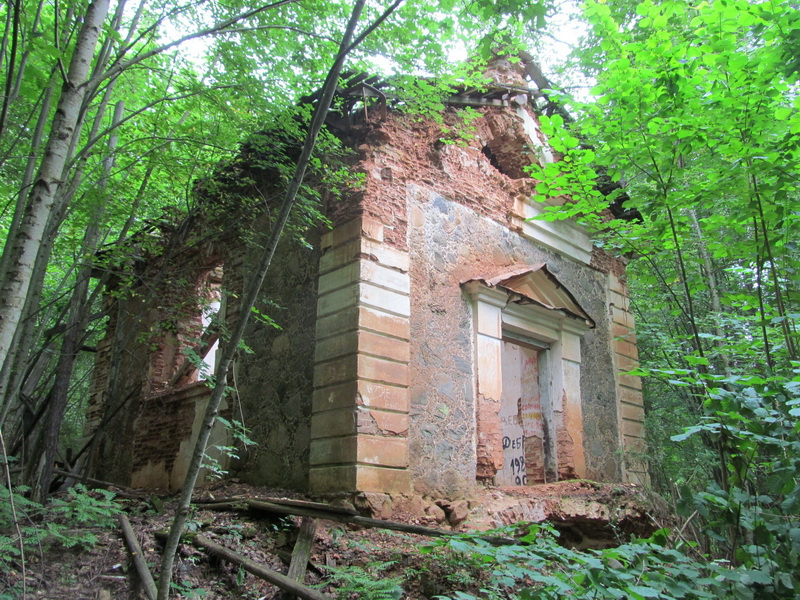
Ruina kaplicy grobowej

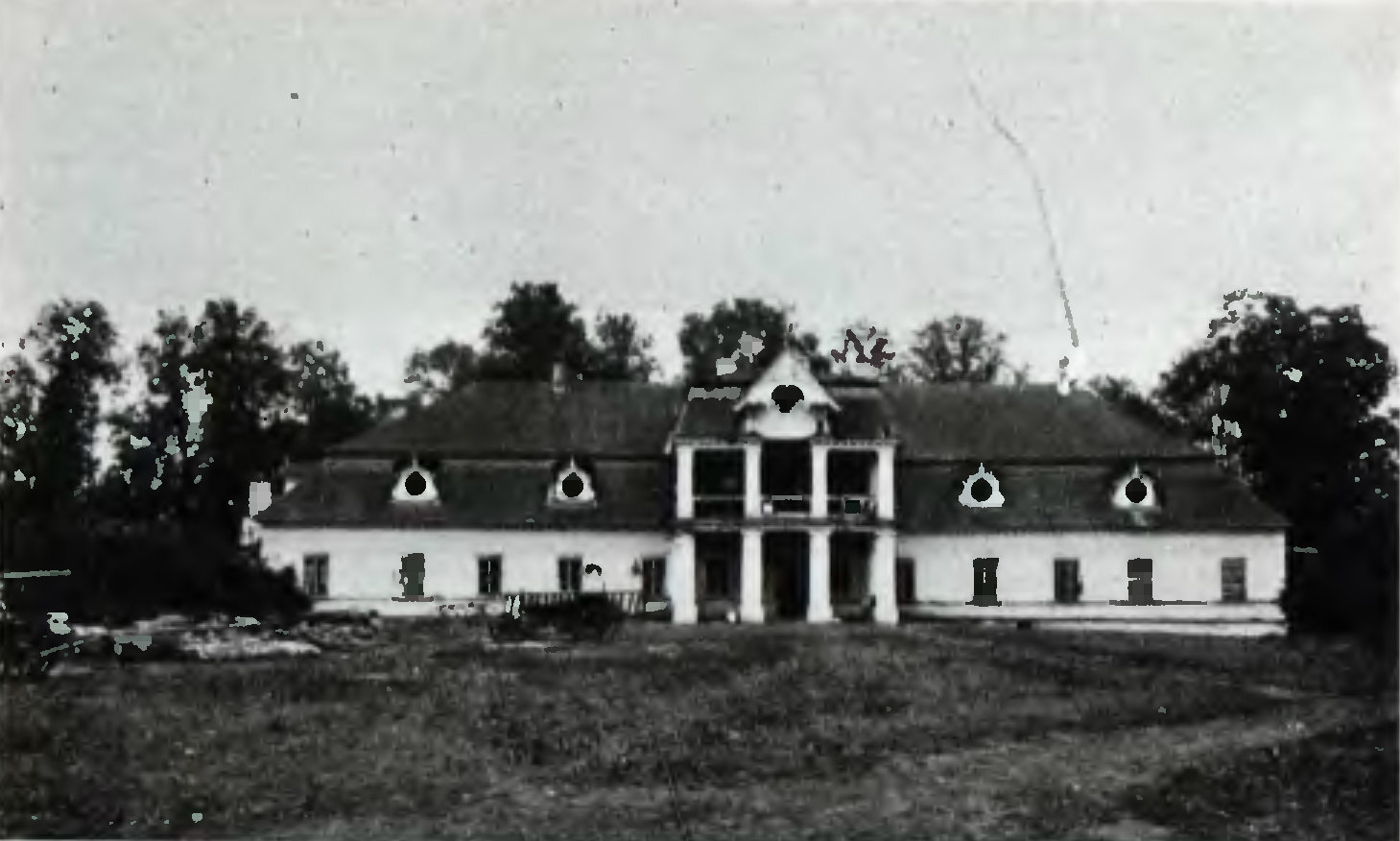
Dwór Druckich-Lubeckich (1930)

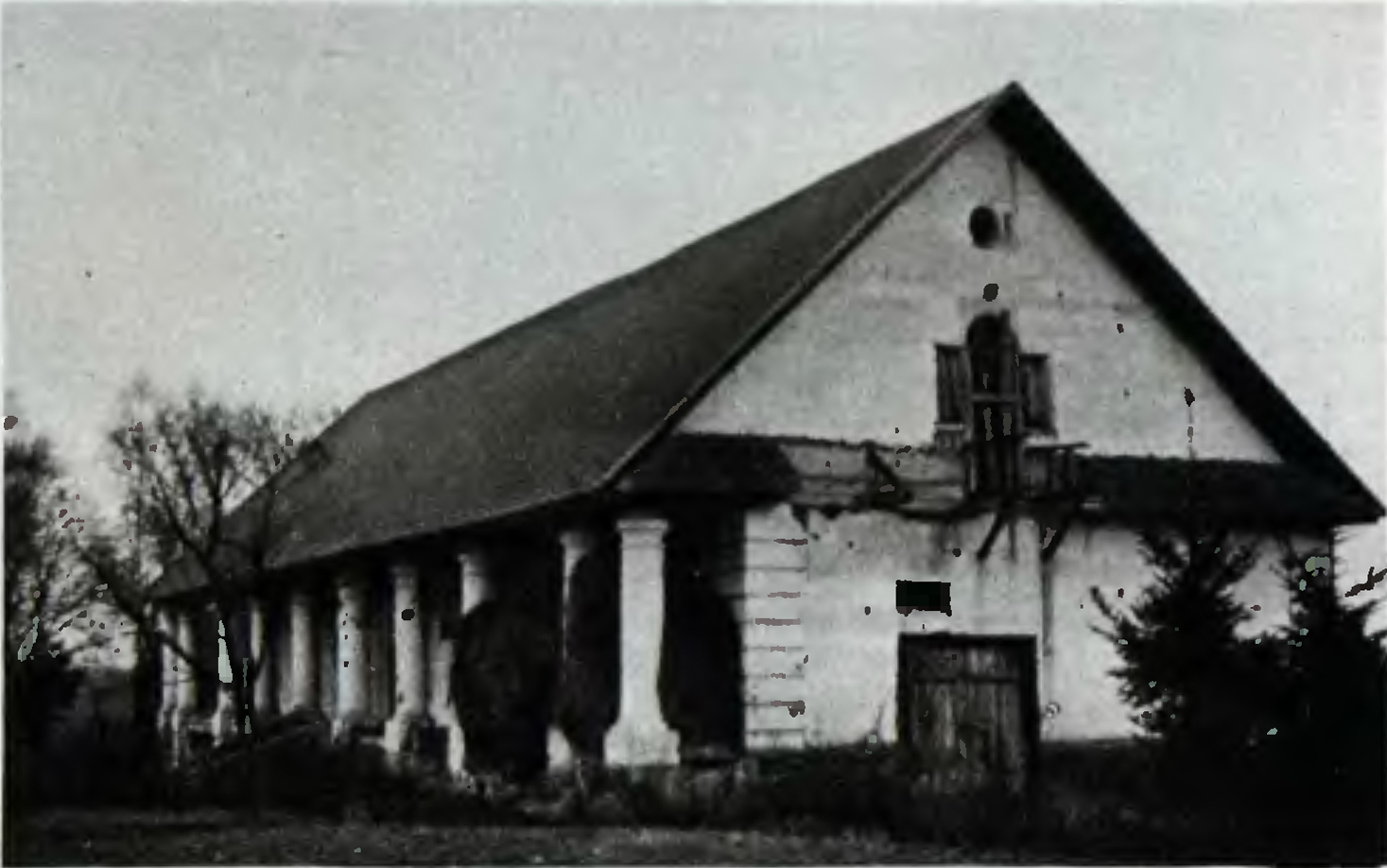
Lamus lub spichlerz (1930)

Mańkowicze (biał. Манькавічы; ros. Маньковичи) – wieś na Białorusi, w rejonie postawskim obwodu witebskiego, około 9 km na południe od Postaw, nad rzeką Miadziołką.
Siedziba parafii prawosławnej pw. Zaśnięcia Matki Bożej.

## Historia
Przed połową XVIII wieku były to dobra rodziny Zenowiczów. W 1766 roku Zofia Zenowiczówna wyszła za Jerzego Kiełpsza, podczaszego wiłkomierskiego i wniosła mu Mańkowicze w posagu. Ich córka z kolei, Ludwika wyszła za Tadeusza Żabę herbu Kościesza, a ich córka, Eleonora (1784–1847) wniosła Mańkowicze w posagu w 1800 roku swemu mężowi Onufremu Druckiemu-Lubeckiemu herbu Druck (1768–1841), marszałkowi szlachty powiatu pińskiego. Po śmierci Onufrego majątek przeszedł na jego syna Stanisława (1809–1861), marszałka szlachty powiatu dziśnieńskiego, a po nim – na jego córkę Marię (1852–1936), która wyszła za Hilarego Łęskiego herbu Ostoja. Kolejnym właścicielem tych dóbr był ich syn Włodzimierz (1879–1941), ale w wyniku działów rodzinnych odstąpił Mańkowicze swej siostrze, Marii Magdalenie (1883–1936). Wyszła ona za Cezarego Hallera (brata Józefa). Od 1936 roku majątek należał do ich dzieci: Cezarego juniora (1915–1971) i Marii Olgi Podoskiej (1917–1974), które były ostatnimi właścicielami Mańkowicz przed 1939 rokiem.
Po II rozbiorze Polski w 1793 roku dobra te, wcześniej leżące na terenie województwa wileńskiego Rzeczypospolitej, znalazły się na terenie powiatu wilejskiego (ujezdu) guberni wileńskiej. Po wojnie polsko-bolszewickiej Mańkowicze wróciły do Polski, folwark stał się siedzibą gminy Mańkowicze. Początkowo gmina należała do powiatu wilejskiego. 7 listopada 1920 roku została przyłączona do nowo utworzonego powiatu duniłowickiego pod Zarządem Terenów Przyfrontowych i Etapowych. 19 lutego 1921 roku wraz z całym powiatem weszła w skład nowo utworzonego województwa nowogródzkiego. 13 kwietnia 1922 roku gmina wraz z całym powiatem duniłowickim została przyłączona do objętej władzą polską Ziemi Wileńskiej, przekształconej 20 stycznia 1926 roku w województwo wileńskie. 1 stycznia 1926 roku nazwę powiatu duniłowickiego zmieniono  na powiat postawski. Gmina o nazwie Mańkowicze przestała istnieć z dniem 1 kwietnia 1927 roku, po przemianowaniu jej na gminę Hruzdowo. Od 1945 roku – w ZSRR, od 1991 roku – na terenie Republiki Białorusi.
Od 1958 roku w centrum wsi stoi obelisk na zbiorowej mogile 36 żołnierzy sowieckich i partyzantów, którzy zginęli w okolicach w czasie II wojny światowej. We wsi jest również skansen.
W XIX wieku miejscowość miała status miasteczka, choć w drugiej połowie tego wieku mieszkało w niej jedynie 74 mieszkańców.
Według Powszechnego Spisu Ludności z 1921 roku majątek i kolonię zamieszkiwały 84 osoby, 6 było wyznania rzymskokatolickiego a 78 prawosławnego. Jednocześnie 4 mieszkańców zadeklarowało polską a 80 białoruską przynależność narodową. Było tu 6 budynków mieszkalnych.
W 1931 roku w kolonii mieszkało 89 osób (18 domów), a w majątku – 73 osoby (9 domów), w 2009 roku w wiosce Mańkowicze mieszkało 15 osób.
W 1938 roku miejscowość należała do gromady Mańkowicze gminy Hruzdowo.

## Świątynie
W II połowie XIX wieku stały tu dwie cerkwie prawosławne i murowana kaplica rzymskokatolicka. Cerkiew pw. Zaśnięcia NMP pochodziła z XVII wieku, nie zachowała się do dziś.
Na miejscu, gdzie Apolonia Zenowicz ufundowała pierwszy kościół w 1654 roku, około 1895 roku wzniesiono nową cerkiew pw. św. Jerzego. Obecnie nosi wezwanie Zaśnięcia Matki Bożej. Jest to zabytek historyczno-kulturalny Białorusi o numerze w rejestrze 213Г000881. Cerkiew jest w bizantyjsko-rosyjskim stylu. Korpus ma kształt sześcianu i jest przykryty czterospadowym dachem, nad którym wznosi się cebulowa wieża na bębnie. Do korpusu przylega dzwonnica o kształcie dwóch kwadratowych elementów zwieńczonych ośmiokątną wieżą, a z drugiej strony – półokragła apsyda. Od lat 90. XX wieku cerkiew ponownie ma charakter sakralny (służy miejscowej parafii prawosławnej). Jest otoczona kamiennym murem.
Po drugiej (zachodniej) stronie stawu na Miadziołce, na skarpie w lesie wznosi się ruina późnoklasycystycznej kaplicy grobowej ks. Eleonory Druckiej-Lubeckiej z połowy XIX wieku. Był to kiedyś biały, murowany z kamienia polnego i cegły budynek, wzniesiony na planie prostokąta. Jego narożniki były zdobione boniowanymi pilastrami. Frontowa fasada była zwieńczona trójkątnym frontonem z półkolistym okienkiem. Pod kaplicą było wejście do krypt.

## Nieistniejący dwór
Tutejszy dwór należał do najpiękniejszych rezydencji na Wileńszczyźnie. Był to parterowy, ze środkową częścią piętrową, trzynastoosiowy dom, na planie wydłużonego prostokąta, na wysokiej podmurówce, o bardzo wysokim, łamanym, czterospadowym dachu, przebitym w dolnej połaci kolistymi lukarnami o barokowych kształtach. Centralny portyk miał ciekawą formę: cztery kolumny w wielkim porządku podtrzymywały facjatkę o oryginalnym kształcie. Kolumnada była przecięta w połowie swej wysokości dużym balkonem z balustradą. Pod kolumnadę prowadził lekko wznoszący się podjazd. Od strony ogrodowej fasadę urozmaicał jedynie płytki cetralny ryzalit. Wnętrze miało układ dwutraktowy. Wejście stanowiła obszerna, paradna sień z jednobiegowymi schodami na piętro. Przed 1914 rokiem była urządzona w stylu myśliwskim z meblami w stylu biedermeier. Stał tu na tylnych łapach niedźwiedź, na ścianach wisiały skóry i poroża zwierząt upolowanych w okolicznych lasach. Pozostałe salony również były urządzone stylowo, głównie w stylu Ludwika XV i Ludwika XVI. Całe urządzenie dworu przepadło w czasie I wojny światowej, natomiast w czasie II wojny światowej dwór został rozebrany do fundamentów.
Po prawej stronie gazonu stała pięcioosiowa oficyna z gankiem o trójkątnym szczycie wspartym na dwóch masywnych kolumnach, przykryta czterospadowym, gładkim dachem gontowym. Po lewej stronie stała oranżeria, w której hodowano palmy, storczyki i winogrona. Obok stał klasycystyczny lamus bądź spichlerz przykryty dwuspadowym dachem, z wgłębną galerią o ośmiu kolumnach na całej swej długości.
Zabudowania dworskie, stojące na wzgórzu, otaczał duży park krajobrazowy, malowniczy m.in. ze względu na rzeźbę terenu. Był poprzeciany alejami wyznaczającymi kwatery obsadzone drzewami owocowymi, ozdobnymi lub niezadrzewione polany. Dalej za domem był staw, ku któremu opadał ogród.
Majątek Mańkowicze został opisany w 4. tomie Dziejów rezydencji na dawnych kresach Rzeczypospolitej Romana Aftanazego.